# GAC Trumpchi GE 3

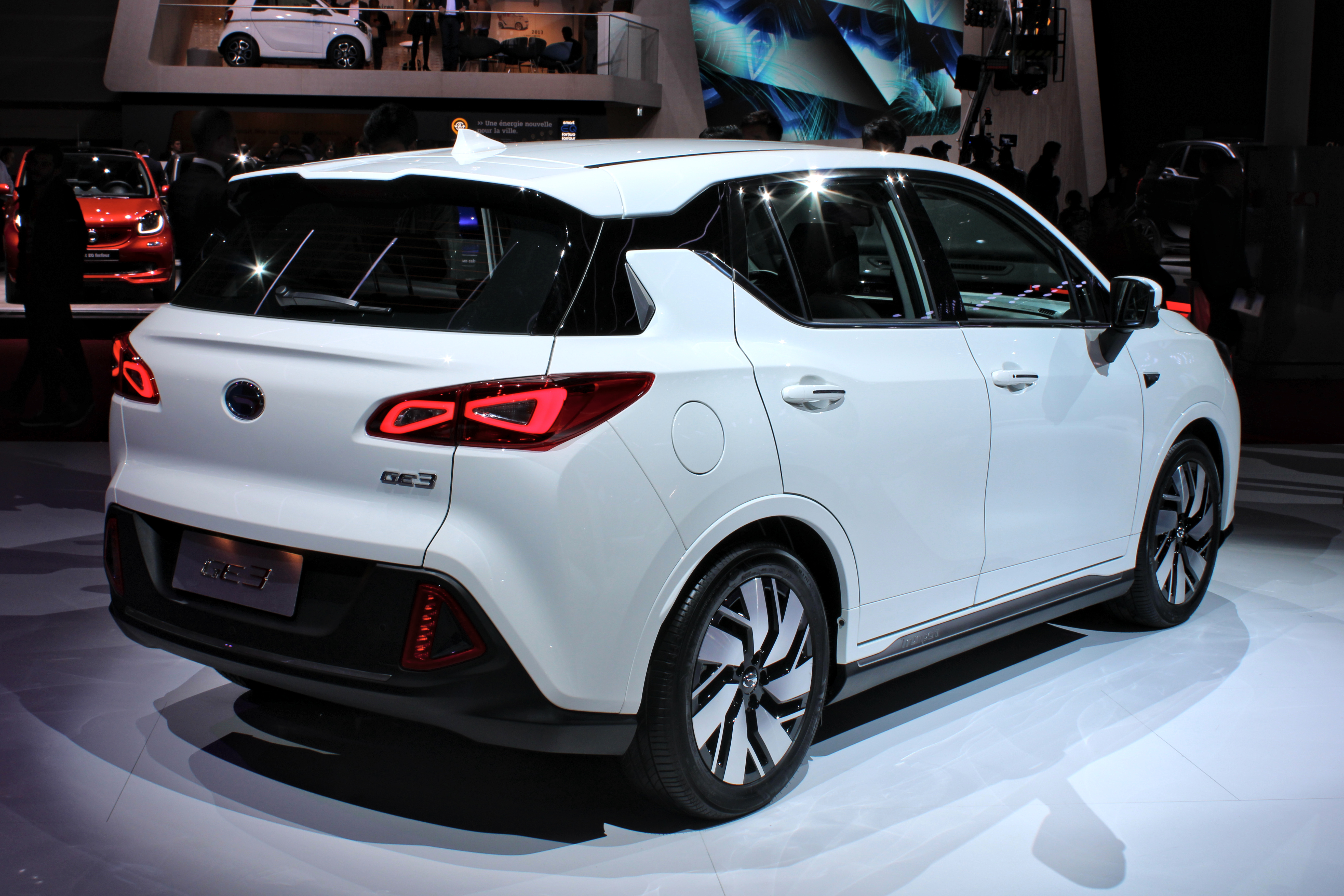
Heckansicht

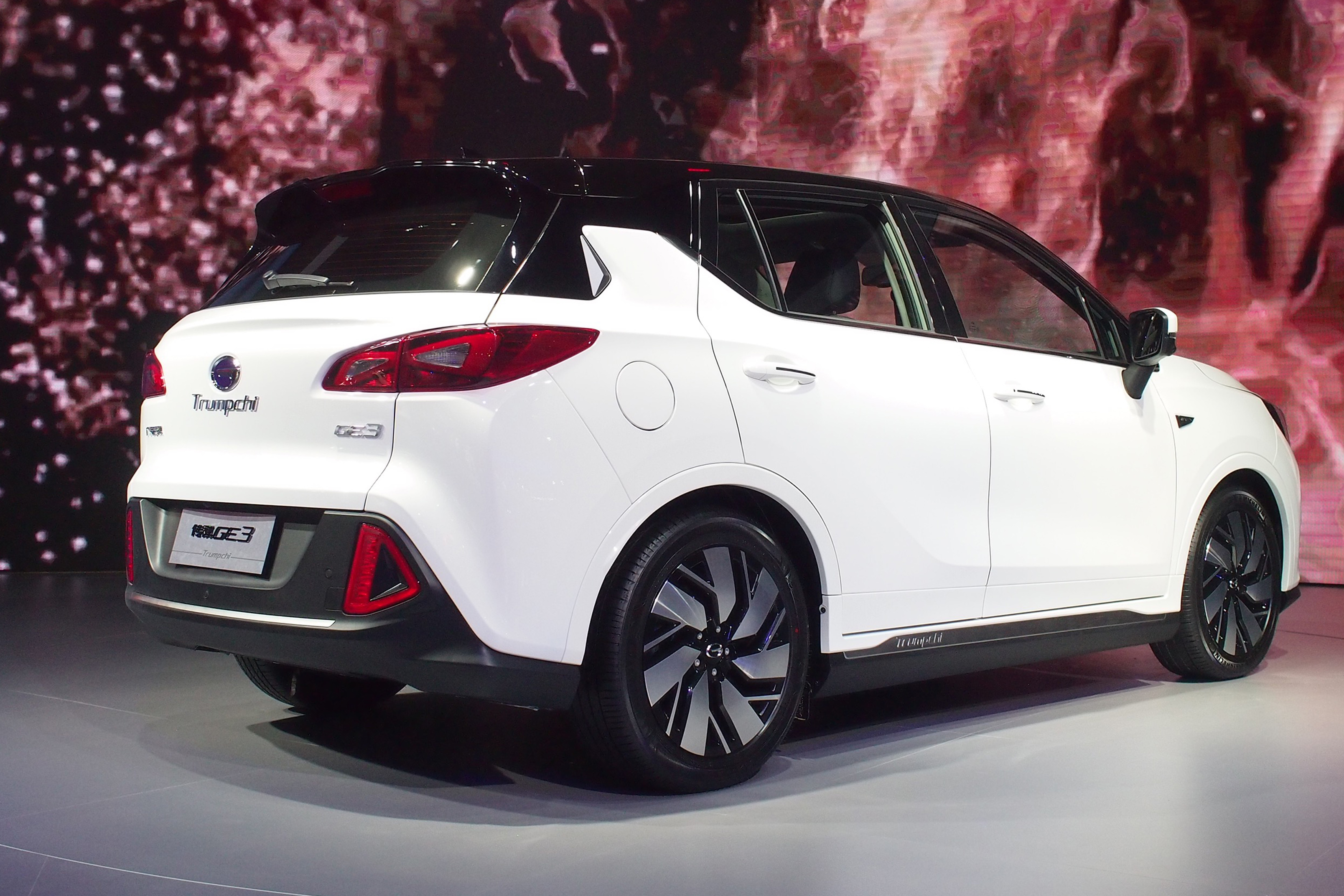
GAC Trumpchi GE 3 auf der Shanghai Auto Show 2017

Der GAC Trumpchi GE 3 ist ein elektrisch angetriebenes SUV der Submarke GAC Trumpchi der chinesischen Guangzhou Automobile Group. Der Wagen basiert auf dem mit Verbrennungsmotoren angetriebenen GAC Trumpchi GS 3.

## Geschichte
Erstmals der Öffentlichkeit gezeigt wurde der GE 3 als seriennahes Fahrzeug auf der North American International Auto Show im Januar 2017 in Detroit. Die Serienversion zeigte der Hersteller auf der Shanghai Auto Show im April 2017. Der Verkauf des GE 3 auf dem chinesischen Markt startete im Juli 2017.
Im August 2018 führte GAC Trumpchi eine überarbeitete Version des SUV ein. Neben kleineren optischen Veränderungen wurde die Kapazität des Akkus von 47 kWh auf 54,8 kWh erhöht. Dadurch soll die elektrische Reichweite auf über 400 km ansteigen. Die Leistung des Elektromotors blieb mit 132 kW (179 PS) unverändert.
Ab Oktober 2018 wurde mit dem Mitsubishi Eupheme EV ein baugleiches Modell zum GE 3 ebenfalls in China vertrieben.

## Technische Daten
|                                          | GE 3 310                          | GE 3 530                          |
| ---------------------------------------- | --------------------------------- | --------------------------------- |
| Bauzeitraum                              | 07/2017–08/2018                   | 08/2018–11/2020                   |
| Motorkenndaten                           |                                   |                                   |
| Motortyp                                 | Permanenterregte Synchronmaschine | Permanenterregte Synchronmaschine |
| max. Leistung                            | 132 kW (179 PS) bei 12000/min     | 132 kW (179 PS) bei 12000/min     |
| max. Drehmoment                          | 290 Nm                            | 290 Nm                            |
| Kraftübertragung                         |                                   |                                   |
| Antrieb, serienmäßig                     | Vorderradantrieb                  | Vorderradantrieb                  |
| Getriebe, serienmäßig                    | Eingang-Reduktionsgetriebe        | Eingang-Reduktionsgetriebe        |
| Antriebsbatterie                         |                                   |                                   |
| Energieinhalt                            | 47,0 kWh                          | 54,8 kWh                          |
| Messwerte                                |                                   |                                   |
| Höchstgeschwindigkeit                    | 156 km/h                          | 165 km/h                          |
| Beschleunigung, 0–100 km/h               | 8,6 s                             | 8,6 s                             |
| Energieverbrauch auf 100 km (kombiniert) | 16,6 kWh                          | 14,7 kWh                          |
| elektrische Reichweite                   | 310 km                            | 410 km                            |
| Leergewicht                              | 1667 kg                           | 1648 kg                           |

## Trivia
Um keinen Bezug zum US-amerikanischen Präsidenten Donald Trump herzustellen, verzichtete der Hersteller bei der Premiere des GE 3 auf den Trumpchi-Schriftzug am Heck. Auch bei der Europapremiere auf dem Pariser Autosalon im Oktober 2018 war der Schriftzug nicht zu sehen.